# Moja miła
Moja miła – druga płyta folk rockowego zespołu Kapela z Węgierskiej Górski.
Płyta była nominowana do Fryderyków 2000 w kategorii: Album roku: Muzyka tradycji i źródeł.
Wersja koncertowa utworu „Wina nalej” (z płyty Wina nalej) została nagrana podczas V Przystanku Woodstock, w 1999 roku, w Żarach.

## Lista utworów
Opracowano na podstawie:
1. „Ty moja miła” – 2:50
2. „Józek II” – 2:37
3. „Piscołka” – 1:12
4. „Kochanie” – 2:18
5. „Pieczarki” – 3:17
6. „Bo jo cie kochom” – 4:15
7. „Diri, biri, bum” – 3:17
8. „Ludowy” – 2:20
9. „Kapela” – 3:15
10. „A jo wom” – 3:27
11. „Hora” – 4:28
12. „Wina nalej” (wersja koncertowa) – 4:24